# Okręg wyborczy Tynemouth and North Shields
Okręg wyborczy Tynemouth and North Shields powstał w 1832 r. i wysyłał do brytyjskiej Izby Gmin jednego deputowanego. Okręg obejmował miasta Tynemouth i North Shields w hrabstwie Northumberland. Został zlikwidowany w 1885 r.

## Deputowani do brytyjskiej Izby Gmin z okręgu Tynemouth and North Shields
- 1832–1837: George Frederick Young, wigowie
- 1837–1841: Charles Edward Grey, wigowie
- 1841–1847: Henry Mitcalfe, wigowie
- 1847–1852: Ralph William Grey, wigowie
- 1852–1854: Hugh Taylor, Partia Konserwatywna
- 1854–1859: William Shaw Lindsay, wigowie
- 1859–1861: Hugh Taylor, Partia Konserwatywna
- 1861–1865: Richard Hodgson, Partia Konserwatywna
- 1865–1868: George Trevelyan, Partia Liberalna
- 1868–1885: Thomas Eustace Smith, Partia Liberalna